# 26 oktober
26 oktober is de 299ste dag van het jaar (300ste dag in een schrikkeljaar) in de gregoriaanse kalender. Hierna volgen nog 66 dagen tot het einde van het jaar.

## Gebeurtenissen
- Algemeen
  - 740 - Een aardbeving treft Constantinopel.[1]
  - 1721 - George August Samuel van Nassau-Idstein wordt opgevolgd door zijn achterneven Karel Lodewijk van Nassau-Saarbrücken en Frederik Lodewijk van Nassau-Ottweiler.
  - 1814 - Oprichting van de Corps de Maréchaussée (Koninklijke Marechaussee) door Willem I.
  - 1861 - Aankondiging van het einde van de Pony Express, een door ruiters verzorgde snelle koeriersdienst voor kleine goederen en post, in Noord-Amerika.[1]
  - 2007 - Apple Inc. brengt Mac OS X 10.5 Leopard uit.
  - 2010 - De vulkaan Merapi op het Indonesische eiland Java barst uit. De vulkaan ligt zo'n 25 kilometer ten noorden van de stad Jogjakarta.
  - 2015 - Een aardbeving in Badakhshan in Afghanistan kost 320 mensen het leven in dat land, in Pakistan, Tadzjikistan en China.
- Criminaliteit en veiligheid
  - 2002 - Russische militairen bestormen het Dubrovka-theater in Moskou, waar Tsjetsjeense terroristen 922 mensen drie dagen lang gegijzeld houden. 50 gijzelnemers en 150 gijzelaars sterven.[1]
  - 2012 - De Italiaanse oud-premier Silvio Berlusconi wordt veroordeeld tot vier jaar gevangenisstraf wegens belastingfraude bij zijn bedrijf Mediaset.[1]
  - 2019 - Bij een bioscoop in Groningen zijn twee personen vermoord aangetroffen. Het echtpaar uit Slochteren was al jarenlang werkzaam in de schoonmaak.
- Kunst en cultuur
  - 2022 - Het CPNB maakt bekend dat de NS Publieksprijs dit jaar niet wordt toegekend vanwege grootschalige manipulatie van het stemproces. Het prijzengeld wordt verdeeld over de zes genomineerden.[2]
  - 2023 - Van de stripreeks Asterix verschijnt het veertigste album, getiteld De Witte Iris, in een oplage van 5 miljoen exemplaren waarvan 185.000 in het Nederlands.[3]
- Media
  - 1963 - De AVRO zendt voor het eerst het tv-spelletje Wie van de Drie uit.[1]
  - 2014 - De film Interstellar gaat in premiere.
  - 2018 - De finale van het eerste seizoen van The Talent Project is gewonnen door Avanaysa Neida, gezien door 894.000 kijkers.
- Muziek
  - 1965 - De Beatles ontvangen van de Britse vorstin een koninklijke onderscheiding.[1]
  - 2020 - De officiële video van Golden komt uit. Golden is de vijfde single van Harry Styles zijn tweede album, Fine Line.
- Oorlog
  - 1950 - Onder de vlag van de VN vertrekt een Nederlands detachement vrijwilligers naar het Koreaanse front.[1]
  - 2010 - Zo'n zestigduizend mensen zijn in Somalië op de vlucht geslagen voor het geweld, tussen de islamitische rebellengroep Al-Shabaab en een door de regering gesteunde militie, meldt de UNHCR, de vluchtelingenorganisatie van de Verenigde Naties.
  - 2024 - Israël voert een aanval uit op militaire objecten, raketinstallaties en luchtafweer geschutten van Iran, vlak bij de hoofdstad Teheran. Bij deze aanval komen twee militairen van de Iraanse Revolutionaire Garde om
- Politiek
  - 1640 - Het verdrag van Ripon wordt getekend, een herstelde vrede tussen Schotland en Karel I van Engeland.
  - 1674 - Walraad van Nassau-Usingen wordt benoemd tot gouverneur van Bergen op Zoom.
  - 1911 - De arts Sun Yat-sen wordt uitgeroepen tot president van de Chinese republiek.[1]
  - 1955 - De Republiek Vietnam (Zuid-Vietnam) wordt uitgeroepen.
  - 1976 - Transkei is het eerste thuisland dat door Zuid-Afrika onafhankelijk verklaard wordt. Geen enkel ander land zal Transkei erkennen.
  - 1979 - De Zuid-Koreaanse president Park Chung Hee wordt in Seoel doodgeschoten.
  - 1985 - Demonstranten keren in de Haagse Houtrusthallen premier Lubbers de rug toe als hij een toespraak wil houden na het aanbieden van miljoenen handtekeningen tegen de plaatsing van kruisraketten.
  - 1990 - Aan het einde van zijn driedaags bezoek aan de NAVO in Evere pleit generaal Mikhaïl Moisejev, de stafchef van de strijdkrachten van de Sovjet-Unie, voor een omvorming van de militaire blokken.
  - 1995 - In het noorden van Burundi worden meer dan 250 leden van de Hutu-bevolkingsgroep gedood door legereenheden.
  - 2000 - Laurent Gbagbo wordt als president gekozen in Ivoorkust.
  - 2017 - Het kabinet-Rutte III, gevormd door de partijen VVD, CDA, D66 en ChristenUnie, wordt beëdigd.
  - 2023 - Voorafgaand aan een lezing op de universiteit van Gent wordt de Nederlandse politicus Thierry Baudet (FvD) door een man met een paraplu op zijn hoofd geslagen. De man wordt vervolgens opgepakt. Baudet kan de lezing wel geven.[4]
  - 2024 - In Georgië wordt de parlementsverkiezing voor de vierde keer op rij gewonnen door Georgische Droom. De uitslag wordt betwist door zowel de Georgische oppositie als de Verenigde Staten en de Europese Unie met een politieke crisis en straatprotesten tot gevolg.
- Recreatie
  - 2014 - In Attractiepark Toverland wordt de attractie Woudracer gesloten om op termijn afgebroken te worden.
- Religie
  - 1980 - Zaligverklaring van de Italianen Luigi Orione (1872-1940), priester, Bartolomeüs Longo (1841-1926), stichter van het Heiligdom van Onze Lieve Vrouw van de Rozenkrans in Pompeï, en Maria Anna Sala (1829-1891), religieuze, in Rome door Paus Johannes Paulus II.
  - 1997 - Bisschopswijding van Patrick Hoogmartens, Belgisch bisschop-coadjutor van Hasselt.
- Sport
  - 1977 - Het Nederlands voetbalelftal wint in Amsterdam met 1-0 van België in de kwalificatiereeks voor het WK voetbal 1978 in Argentinië. PSV'er René van de Kerkhof maakt in de vierde minuut het enige doelpunt. Het blijkt later de laatste (en 48ste) interland van sterspeler Johan Cruijff in Oranje.
  - 1996 - De Franse wielrenster Jeannie Longo scherpt in Mexico-Stad het werelduurrecord aan tot een afstand van 48,159 kilometer. De oude topprestatie van de Britse Yvonne McGregor stond sinds 17 juni 1995 op 47,411 kilometer.
  - 2003 - Judoka Dennis van der Geest wordt voor de negende keer op rij Nederlands kampioen. Hiermee passeert hij Anton Geesink en Hein Essink op de ranglijst aller tijden.
  - 2021 - Het Nederlands vrouwenvoetbalelftal wint de WK-kwalificatiewedstrijd in en tegen Wit-Rusland met 0-2.[5]
- Wetenschap en technologie
  - 2004 - Het Cassini-Huygens ruimtevaartuig maakt de eerste foto's van Titan, de grootste maan van Saturnus.[6]
  - 2007 - De Node 2 module, ook bekend onder de naam Harmony, wordt door de astronauten Scott Parazynski en Douglas Wheelock tijdens een ruimtewandeling bevestigd aan het ISS.[7]
  - 2011 - De Boeing 787 Dreamliner maakt zijn eerste commerciële vlucht van Narita naar Hongkong.
  - 2022 - Lancering van een Sojoez 2.1a raket van Roskosmos vanaf Bajkonoer Kosmodroom platform 31/6 met het Progress MS-21 (82P) ruimtevaartuig voor een bevoorradingsmissie van het ISS.[8][9]
  - 2023 - Lancering van het Chinese ruimtevaartuig Shenzhou 17, bemand door de taikonauten Tang Hongbo, Tang Shengjie en Jiang Xinlin, met een Lange Mars 2F/G raket vanaf lanceerbasis Jiuquan SLS-1 voor een missie naar het Tiangong ruimtestation.[10] Ongeveer 6 uur later komt het ruimteschip aan bij het ruimtestation.[11]

## Geboren

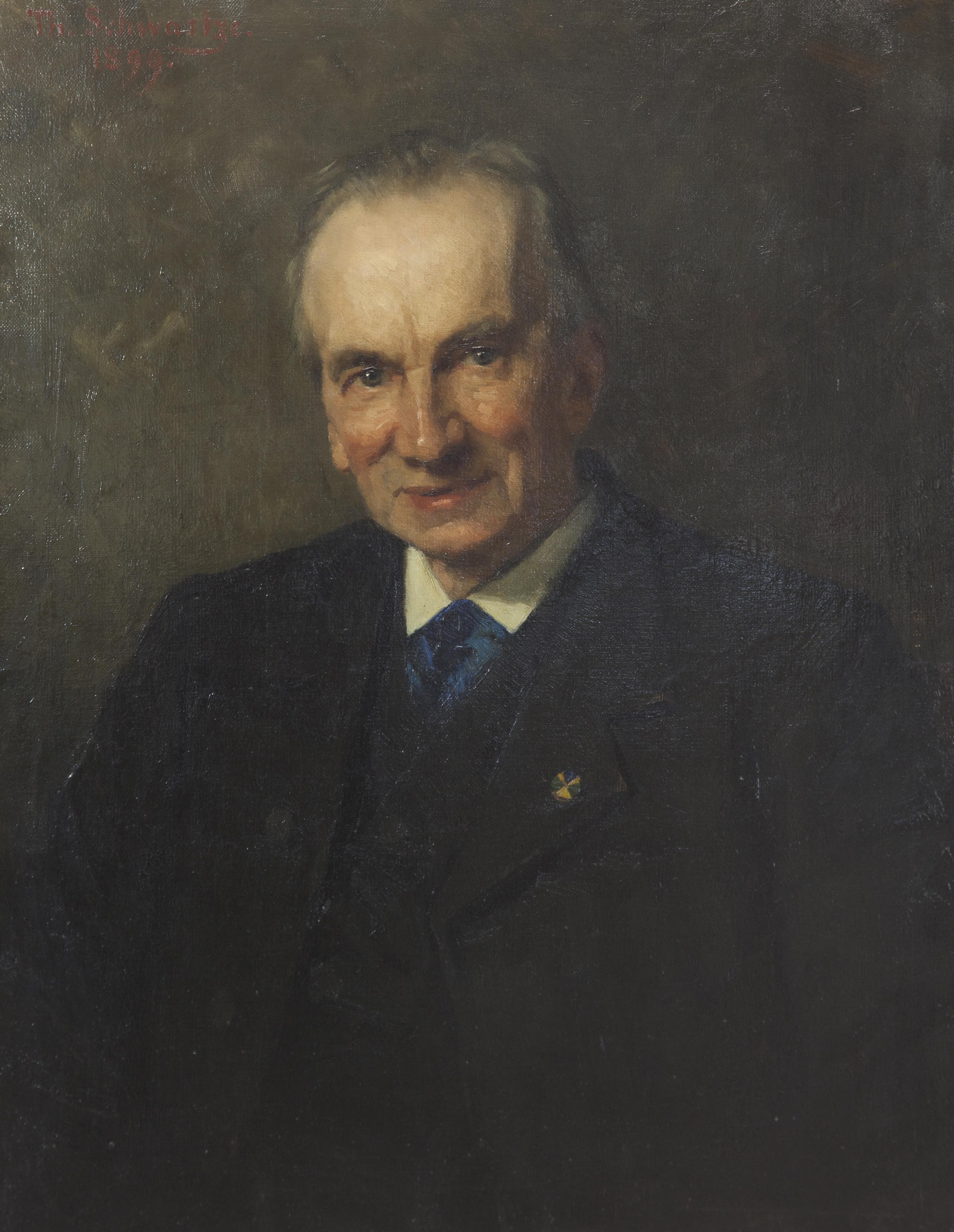
Frederik Willem van Eeden,
geboren in 1829

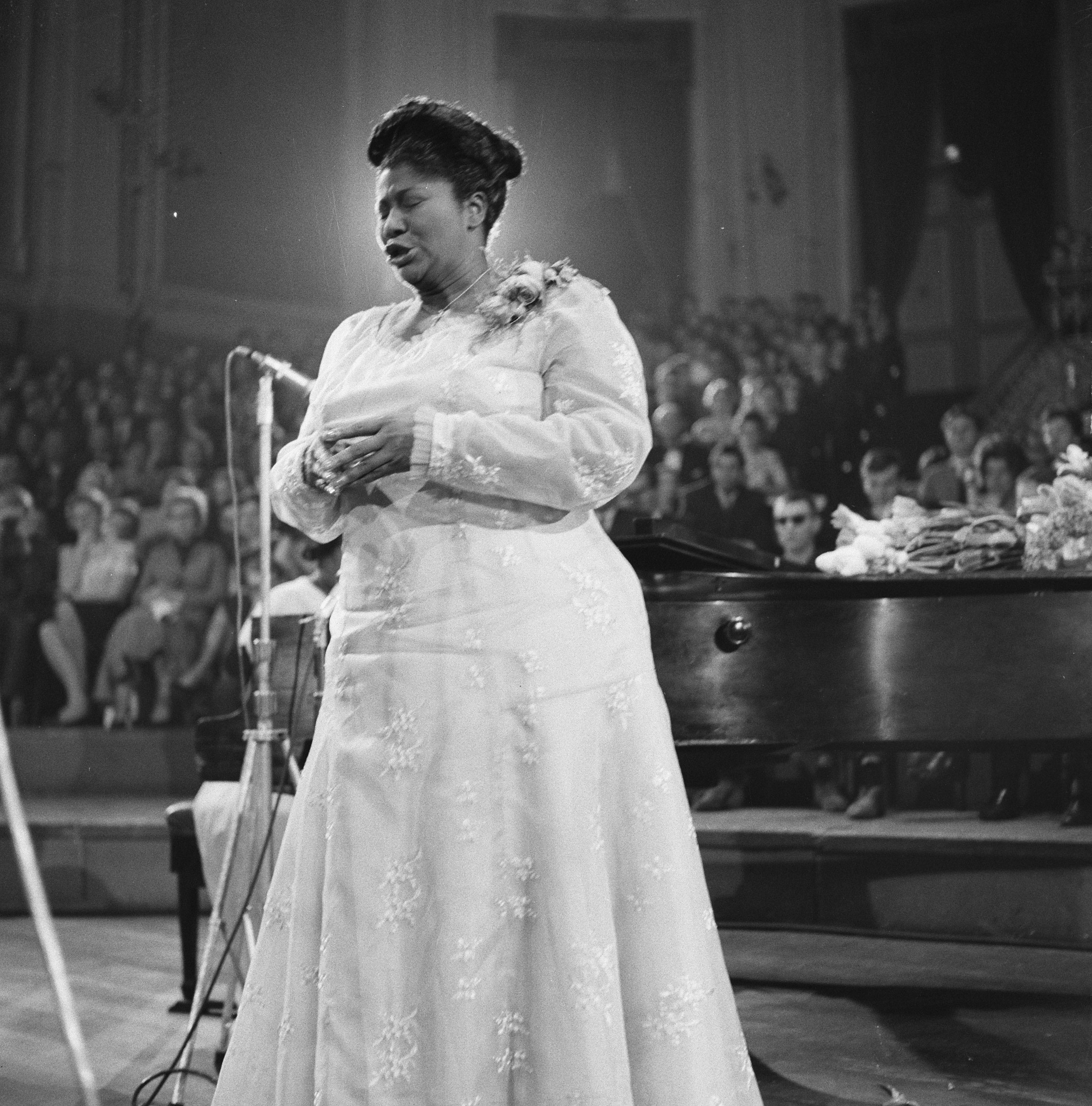
Mahalia Jackson,
geboren in 1911

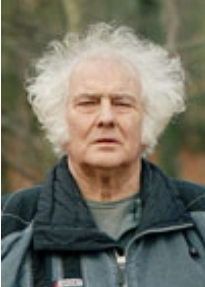
Jan Wolkers,
geboren in 1925

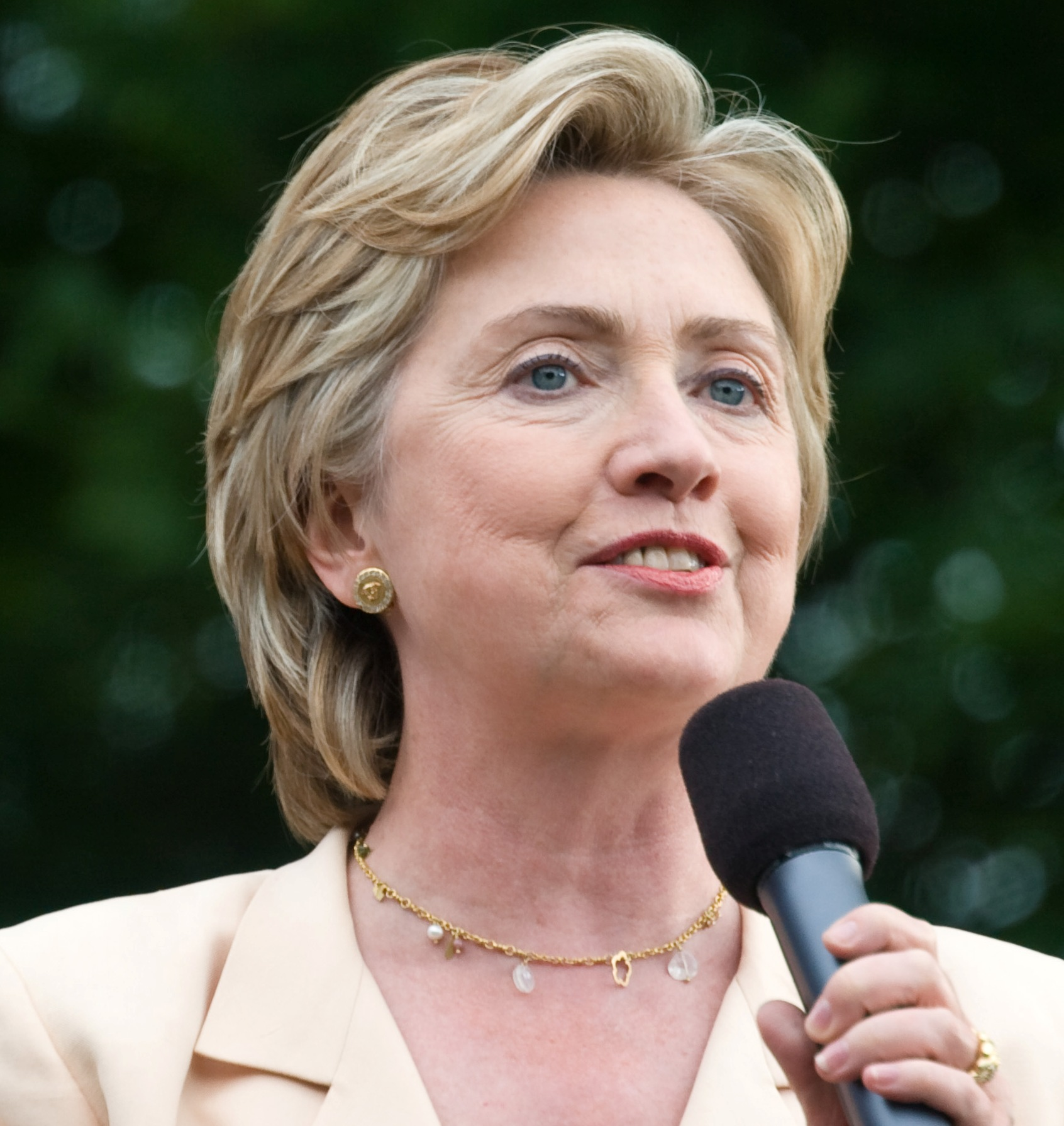
Hillary Clinton,
geboren in 1947

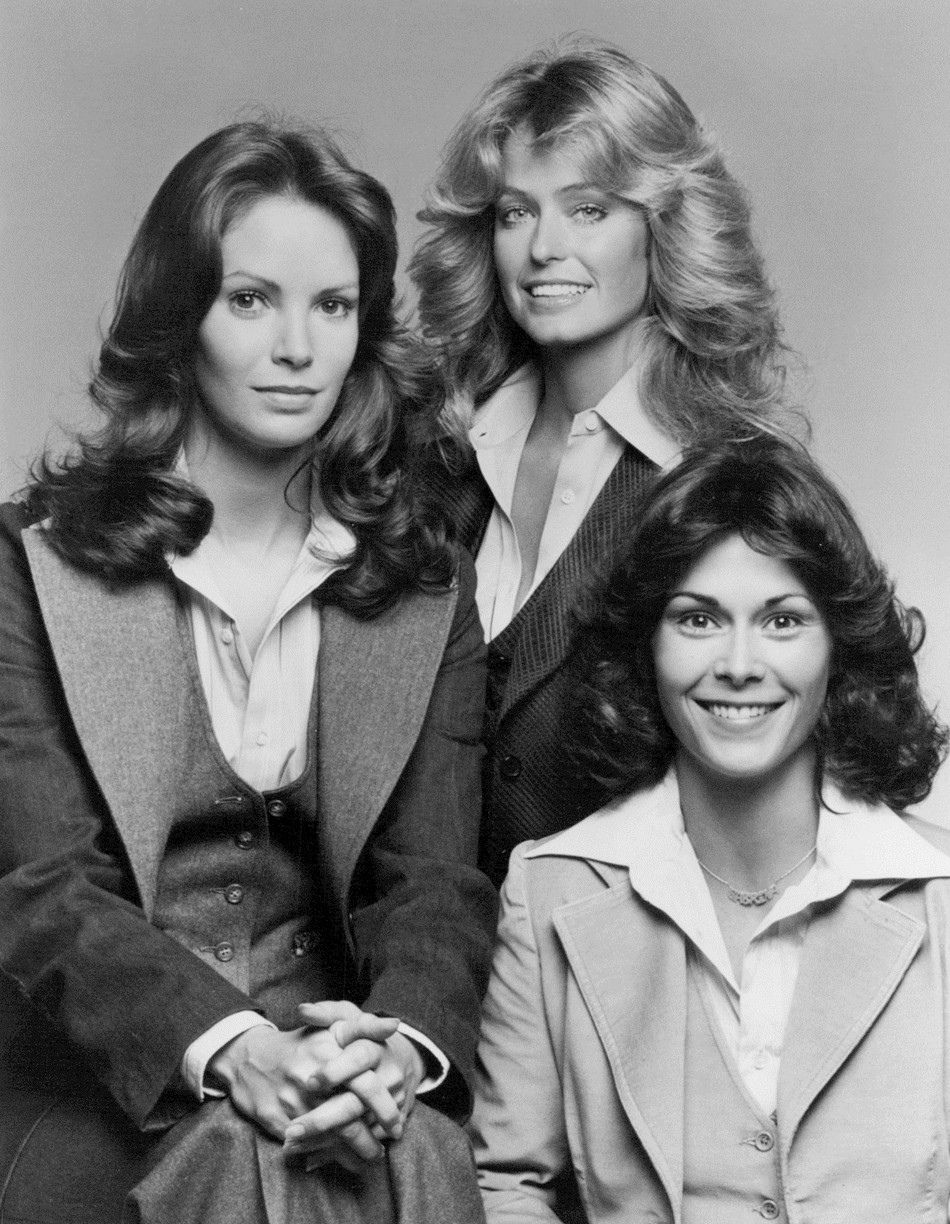
Jaclyn Smith (links),
geboren in 1945

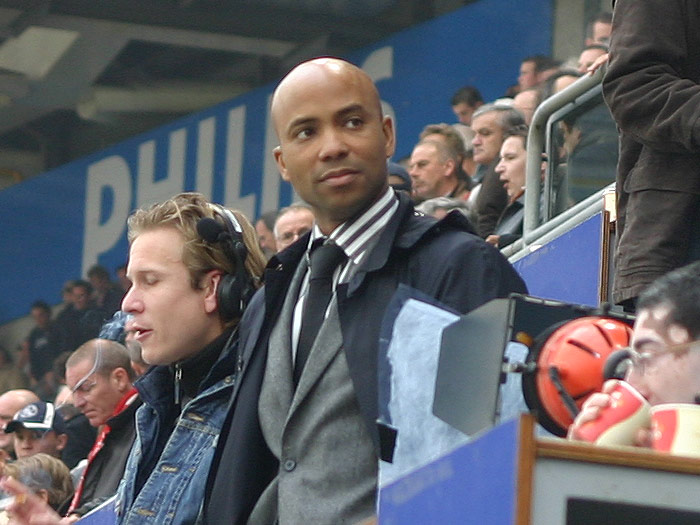
Humberto Tan,
geboren in 1965

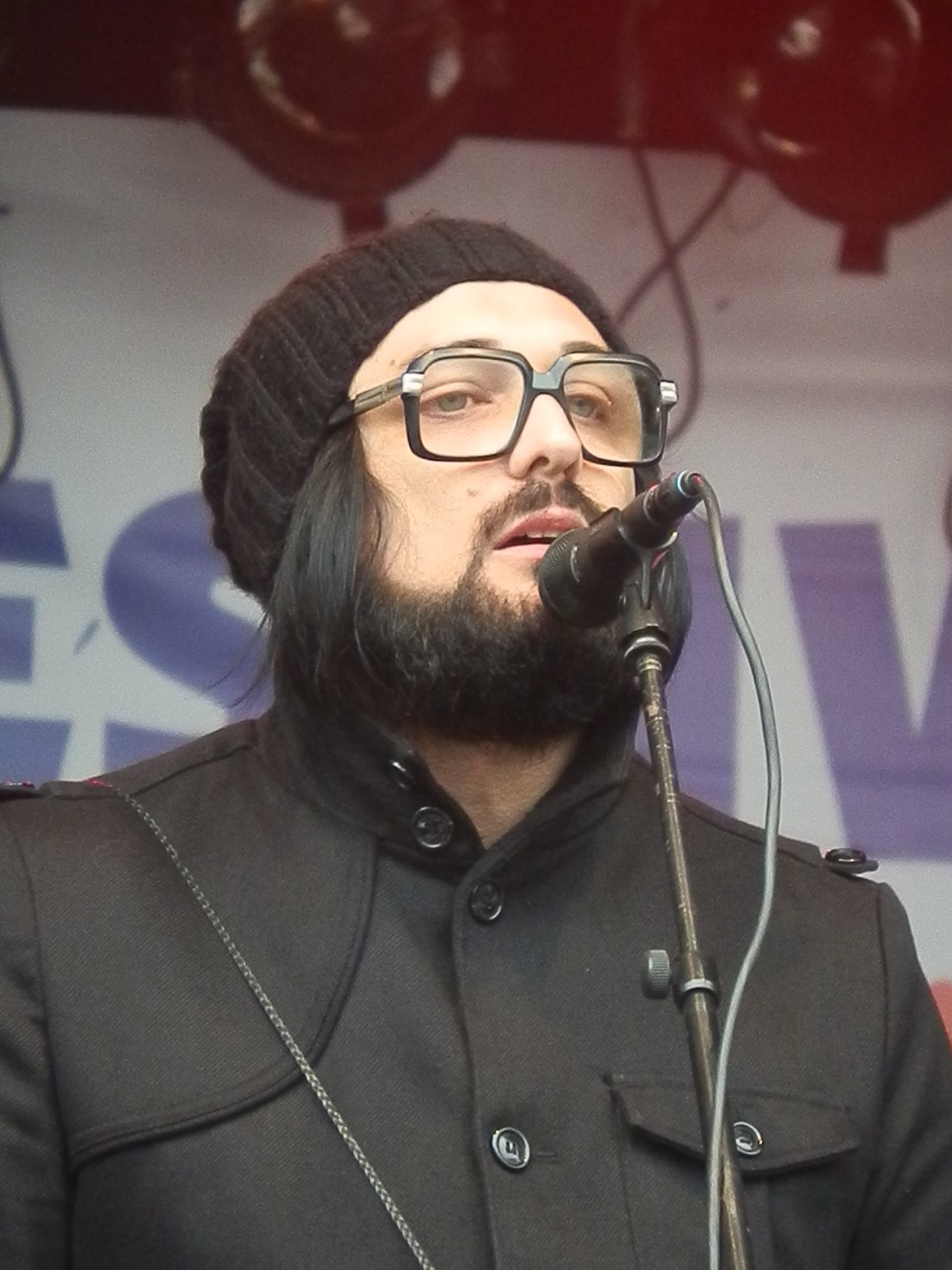
Blaudzun,
geboren in 1974

- 1431 - Ercole I d'Este, hertog van Ferrara, Modena en Reggio (overleden 1505)
- 1628 - Henriëtte Amalia van Nassau, derde kind van stadhouder Frederik Hendrik van Oranje (overleden 1628)
- 1685 - Domenico Scarlatti, Italiaans componist (overleden 1757)
- 1757 - Heinrich Friedrich Karl vom und zum Stein, Pruisisch politicus (overleden 1831)
- 1759 - Georges Jacques Danton, leider van de Franse Revolutie (overleden 1794)
- 1765 - Jakub Jan Ryba, Tsjechisch componist (overleden 1815)
- 1825 - Alexander Munro, Brits beeldhouwer (overleden 1871)
- 1829 - Frederik Willem van Eeden, Nederlands plantkundige en schrijver (overleden 1901)
- 1854 - August Kiehl, Nederlands acteur, regisseur en toneelschrijver (overleden 1938)
- 1865 - Benjamin Guggenheim, Amerikaans zakenman (overleden 1912)
- 1869 - Washington Luís Pereira de Sousa, Braziliaans politicus (overleden 1957)
- 1884 - Bill Hogenson, Amerikaans atleet (overleden 1965)
- 1897 - James Leonard Brierley Smith, Zuid-Afrikaans ichtyoloog (overleden 1968)
- 1900 - Ibrahim Abboud, Soedanees generaal en politicus (overleden 1983)
- 1900 - Pierre Braine, Belgisch voetballer (overleden 1951)
- 1902 - Alfred Vogel, Zwitsers pionier moderne geneeswijze (overleden 1996)
- 1904 - Virgilio Levratto, Italiaans voetballer en voetbalcoach (overleden 1968)
- 1907 - Jan Apon, Nederlands acteur en auteur (overleden 1993)
- 1911 - Mahalia Jackson, Amerikaans gospelzangeres (overleden 1972)
- 1912 - Don Siegel, Amerikaans filmregisseur (overleden 1991)
- 1913 - Netty Simons, Amerikaans componiste, muziekproducent en muziekredacteur (overleden 1994)
- 1914 - Adriaan de Groot, Nederlands psycholoog (overleden 2006)
- 1915 - Ray Crawford, Amerikaans autocoureur (overleden 1996)
- 1915 - Joe Fry, Brits autocoureur (overleden 1950)
- 1916 - François Mitterrand, Frans president (overleden 1996)
- 1918 - Eric Ericson, Zweeds koordirigent (overleden 2013)
- 1918 - Marc Hodler, Zwitsers voormalig IOC-lid (overleden 2006)
- 1919 - Mohammad Reza Pahlavi, sjah van Iran (overleden 1980)
- 1921 - Roel D'Haese, Belgisch beeldhouwer (overleden 1996)
- 1924 - Constantin Brodzki, Italiaans-Pools-Belgisch architect (overleden 2021)
- 1925 - Anne Hofte, Nederlands beeldend kunstenares
- 1925 - Jan Wolkers, Nederlands schrijver, beeldhouwer en kunstschilder (overleden 2007)
- 1927 - Peter Hoefnagels, Nederlands psycholoog (overleden 2011)
- 1927 - Janet Moreau, Amerikaans atlete (overleden 2021)
- 1928 - Jean-Claude Vidilles, Frans autocoureur (overleden 1997)
- 1930 - Joseph Willigers, Nederlands bisschop (overleden 2012)
- 1931 - Elida Tuinstra, Nederlands politica (overleden 2021)
- 1932 - Corrie de Boer, Nederlands kunstenares (overleden 2023)
- 1932 - Manfred Max-Neef, Chileens econoom (overleden 2019)
- 1933 - Rolf Gohs, Estisch-Zweeds striptekenaar en illustrator (overleden 2020)
- 1933 - André Van Herpe, Belgisch voetballer (overleden 2024)
- 1934 - Ulrich Plenzdorf, (Oost-)Duits (scenario- en toneel)schrijver (overleden 2007)
- 1936 - Shelley Morrison, Amerikaans actrice (overleden 2019)
- 1938 - Mat van Hensbergen, Nederlands cameraman en acteur (overleden 2014)
- 1939 - William Thompson, Noord-Iers politicus (overleden 2010)
- 1940 - Belaïd Lacarne, Algerijns voetbalscheidsrechter (overleden 2024)
- 1941 - Bob de Groot, Belgisch striptekenaar en -scenarist (overleden 2023)
- 1941 - Jan Haas, Nederlands beeldhouwer (overleden 2018)
- 1941 - Wim Koopmans, Nederlands zanger (overleden 2012)
- 1942 - Bob Hoskins, Brits acteur (overleden 2014)
- 1942 - Milton Nascimento, Braziliaans singer-songwriter
- 1942 - Jonathan Williams, Brits autocoureur (overleden 2014)
- 1943 - Kees Bakker, Nederlands politiefunctionaris en sportbestuurder (overleden 2020)
- 1943 - Ad Wilschut, Nederlands drummer
- 1944 - Jim McCann, Iers muzikant en zanger (overleden 2015)
- 1945 - Jaclyn Smith, Amerikaans actrice
- 1946 - Maureen Anderman, Amerikaans actrice
- 1947 - Ian Ashley, Brits autocoureur
- 1947 - Hillary Clinton, Amerikaans politica
- 1949 - Leonida Lari, Roemeens politicus (overleden 2011)
- 1950 - Nico Braun, Luxemburgs voetballer
- 1950 - René/Renate Stoute, Nederlands schrijver/schrijfster en dichter(es) (overleden 2000)
- 1951 - Bootsy Collins, Amerikaans singer-songwriter en bassist
- 1951 - Julian Schnabel, Amerikaans multidisciplinair kunstenaar: o.a. regisseur, (scenario)schrijver en fotograaf
- 1951 - Roger Trigaux, Belgisch musicus (overleden 2021)
- 1952 - Andrew Motion, Engels dichter en prozaschrijver
- 1952 - Francisca Ravestein, Nederlands politica (overleden 2024)
- 1953 - Kerstin Ahlgren, Zweeds beeldhouwer, schilder en mozaïekkunstenaar
- 1953 - Roger Allam, Brits acteur
- 1953 - Desiree Derrez, Nederlands televisieproducente en eindredacteur
- 1953 - Nol Kleijngeld, Nederlands politicus
- 1953 - Lauren Tewes, Amerikaans actrice
- 1954 - Nikolaj Aljochin, Sovjet-Wit-Russisch schermer (overleden 2023)
- 1954 - Steve Brown, Amerikaans-Nederlands programmamaker en schrijver
- 1954 - Bernard Mauchien, Belgisch hockeyer
- 1954 - D.W. Moffett, Amerikaans acteur en filmregisseur
- 1954 - James Pickens jr., Amerikaans acteur
- 1955 - Jan Hoffmann, Oost-Duits kunstschaatser
- 1955 - Quito Nicolaas, Arubaans schrijver, dichter en essayist
- 1956 - Pedro Sarmiento, Colombiaans voetballer en voetbalcoach (overleden 2024)
- 1956 - Rita Wilson, Amerikaans actrice
- 1957 - Dwight Lodeweges, Nederlands voetbaltrainer
- 1959 - Evo Morales, Boliviaans politicus en president
- 1959 - Marja Pruis, Nederlands columniste en schrijfster
- 1960 - Patrick Breen, Amerikaans acteur, filmregisseur en scenarioschrijver
- 1960 - June Brigman, Amerikaans stripauteur
- 1960 - Bert Visscher, Nederlands cabaretier
- 1961 - Uhuru Kenyatta, Keniaans politicus; president sinds 2013
- 1961 - Dylan McDermott, Amerikaans acteur
- 1961 - Karl Vissers, Nederlands schrijver
- 1962 - Cary Elwes, Brits acteur
- 1962 - Onno van Veldhuizen, Nederlands burgemeester
- 1963 - Tom Cavanagh, Canadees acteur
- 1963 - Natalie Merchant, Amerikaans muzikant
- 1963 - José Luis Zalazar, Uruguayaans voetballer
- 1963 - Craig Shakespeare, Engels voetballer en voetbaltrainer (overleden 2024)
- 1964 - Tito Karnavian, Indonesisch politiecommissaris en politicus
- 1964 - Sven Väth, Duits dj en producer
- 1965 - Ale van der Meer, Nederlands voetballer
- 1965 - Kelly Rowan, Canadees actrice
- 1965 - Humberto Tan, Nederlands televisiepresentator, schrijver en kledingontwerper
- 1966 - Judge Jules, Brits dj
- 1966 - Alex Pastoor, Nederlands voetballer en voetbaltrainer
- 1967 - Stefan Schmid, Duits pianist, componist en laptoptovenaar
- 1967 - Shelly Stokes, Amerikaans softbalster
- 1967 - Keith Urban, Nieuw-Zeelands singer-songwriter en countryzanger
- 1968 - Kristien Coenen, Belgisch actrice en vocaliste
- 1968 - Axel Daeseleire, Belgisch acteur
- 1968 - Nico-Jan Hoogma, Nederlands voetballer
- 1968 - Nico Pattyn, Belgisch quizzer
- 1968 - Robert Jarni, Kroatisch voetballer
- 1969 - Kirsty Hawkshaw, Engels dance-, elektronica- en houseartiest en liedjesschrijfster
- 1969 - Sarina Wiegman-Glotzbach, Nederlands voetbaltrainster en voetbalster
- 1970 - Carlos Amarilla, Paraguayaans voetbalscheidsrechter
- 1970 - Django Wagner, Nederlands zanger
- 1971 - Patrick Bernhardt, Duits autocoureur
- 1971 - Didier Martel, Frans voetballer
- 1972 - Takayuki Aoki, Japans autocoureur
- 1972 - Andre Morris, Amerikaans atleet
- 1973 - Seth MacFarlane, Amerikaans tekenaar, scriptschrijver, producent, filmregisseur en stemacteur
- 1974 - Blaudzun, Nederlands singer-songwriter
- 1974 - Marcus Ljungqvist, Zweeds wielrenner
- 1974 - Jeroen van Veen, Nederlands basgitarist
- 1974 - Renske Vellinga, Nederlands schaatsster (overleden 1994)
- 1976 - Corrie de Bruin, Nederlands atlete
- 1976 - Filipe de Souza, Macaus autocoureur
- 1976 - Jeremy Wotherspoon, Canadees schaatser
- 1977 - Jon Heder, Amerikaans acteur
- 1977 - Oleg Iachtchouk, Oekraïens-Belgisch voetballer
- 1978 - Phillip Brooks, Amerikaans professioneel worstelaar
- 1978 - Wynn Everett, Amerikaans actrice en auteur
- 1978 - Salim Sdiri, Frans verspringer
- 1978 - Yann Tournier, Frans wielrenner
- 1979 - Jonathan Chase, Amerikaans acteur
- 1980 - Vladimir Boerdoeli, Georgisch voetballer
- 1980 - Cristian Chivu, Roemeens voetballer
- 1980 - Deriba Merga, Ethiopisch atleet
- 1981 - Lorenzo Lanzi, Italiaans motorcoureur
- 1981 - Katrin Mattscherodt, Duits schaatsster
- 1981 - Guy Sebastian, Australisch zanger
- 1981 - Daniël Perez, Nederlands bocciaspeler
- 1982 - Nicola Adams, Brits boksster
- 1982 - Adam Carroll, Noord-Iers autocoureur
- 1982 - Michael Rotich, Keniaans atleet
- 1982 - Maartje Wortel, Nederlands schrijfster
- 1983 - Miriam van Reijen, Nederlands atlete, duatlete en triatlete
- 1983 - Dmitri Sytsjov, Russisch voetballer
- 1984 - Jefferson Farfán, Peruviaans voetballer
- 1985 - Jurgen Themen, Surinaams atleet
- 1986 - Dotan, Nederlands singer-songwriter
- 1986 - Fresku, Nederlands rapper
- 1986 - Erik Jendrišek, Slowaaks voetballer
- 1986 - René Rast, Duits autocoureur
- 1987 - Atsede Habtamu, Ethiopisch atlete
- 1987 - Xia Lina, Chinees alpineskiester
- 1988 - Vicky Longley, Engels actrice
- 1989 - Reshmie Oogink, Nederlands taekwondoka
- 1989 - Bertrie Wierenga, Nederlands actrice en model
- 1990 - Tatjana Akimova, Russisch biatlete
- 1990 - Bae Youn-joo, Zuid-Koreaans badmintonster
- 1990 - Ilka Štuhec, Sloveens alpineskiester
- 1991 - Mirco Maestri, Italiaans wielrenner
- 1992 - Connie Chen, Zuid-Afrikaans golfprofessional
- 1993 - Klaudia Medlová, Slowaaks snowboardster
- 1993 - Lisa Smit, Nederlands actrice
- 1994 - Matthew Hudson-Smith, Brits atleet
- 1994 - Robin Ramaekers, Belgisch boogschutter
- 1994 - Walter Vargas, Colombiaans wielrenner
- 1995 - Celeste Plak, Nederlands volleybalster
- 1995 - Niki Tuuli, Fins motorcoureur
- 1996 - Andy Chang, Macaus autocoureur
- 1996 - Hanne Desmet, Belgisch shorttrackster
- 1996 - Danilo Pantić, Servisch voetballer
- 1996 - Emma Wortelboer, Nederlands presentatrice
- 1999 - Lana Golob, Sloveens voetbalster
- 1999 - Syun Koide, Japans autocoureur
- 1999 - Sarai Linder, Duits voetbalster
- 1999 - Tisha Volleman, Nederlands gymnaste
- 1999 - Luna Wedler, Zwitsers actrice
- 2000 - Ezequiel Bullaude, Argentijns voetballer
- 2000 - Su Haoyu, Chinees wielrenner
- 2001 - Matteo Amella, Italiaans wielrenner
- 2001 - Carson Foster, Amerikaans zwemmer
- 2001 - Naomi Hilhorst, Nederlands voetbalster
- 2004 - Patrick Dorgu, Deens-Nigeriaans voetballer
- 2004 - Josefine Osigus, Duits voetbalster
- 2006 - Tuukka Taponen, Fins autocoureur

## Overleden

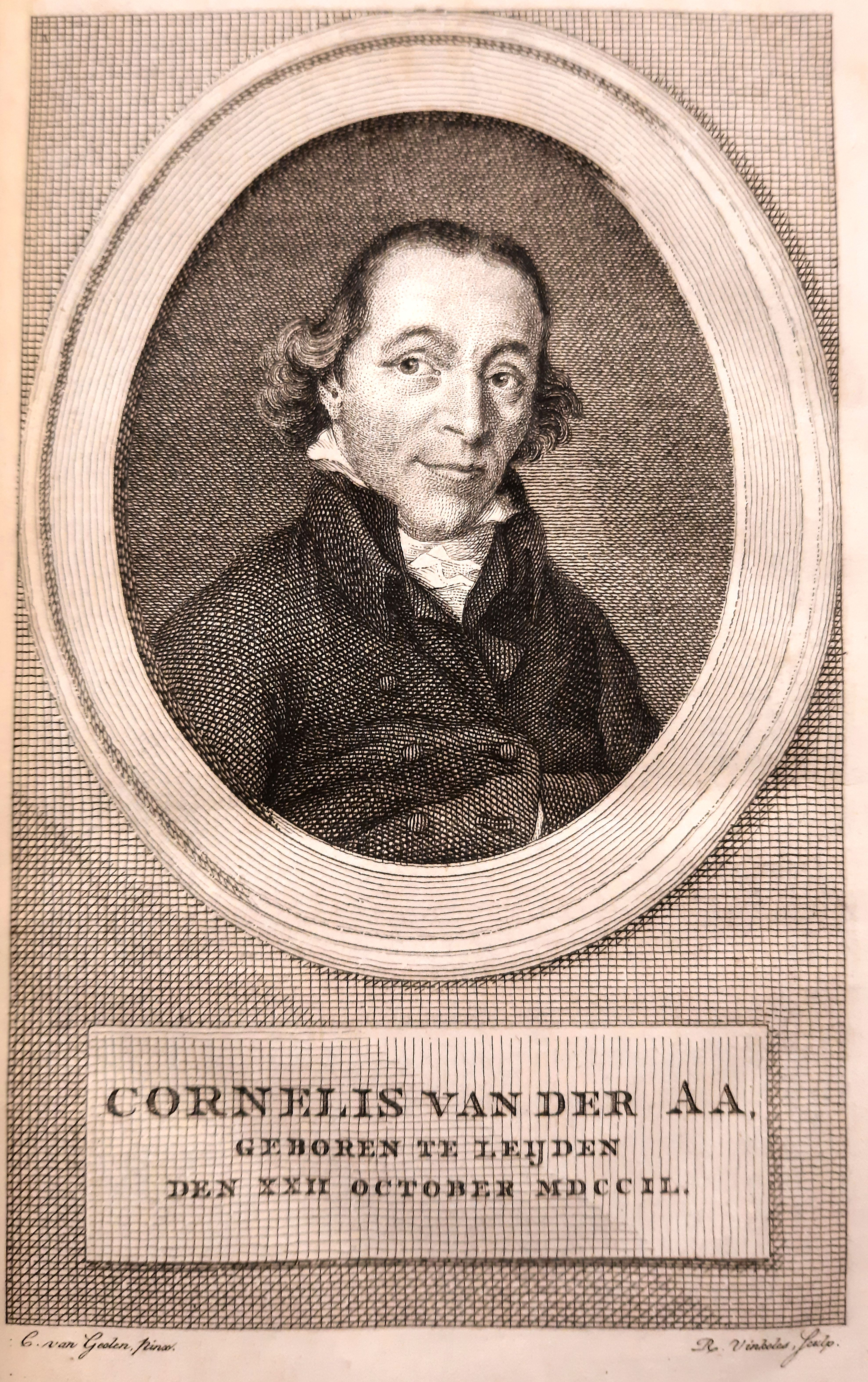
Cornelis van der Aa,
overleden in 1815

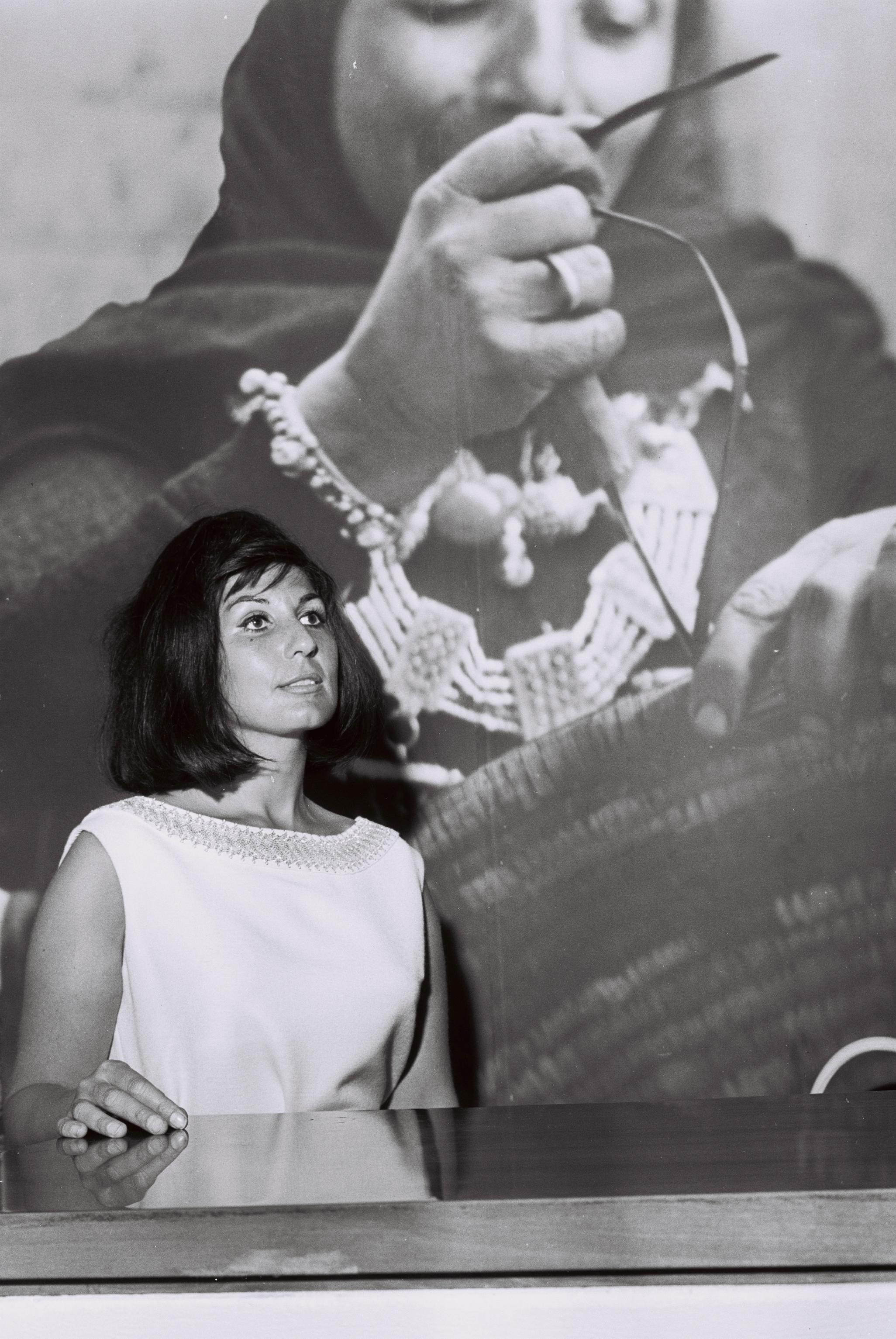
Alma Cogan,
overleden in 1966

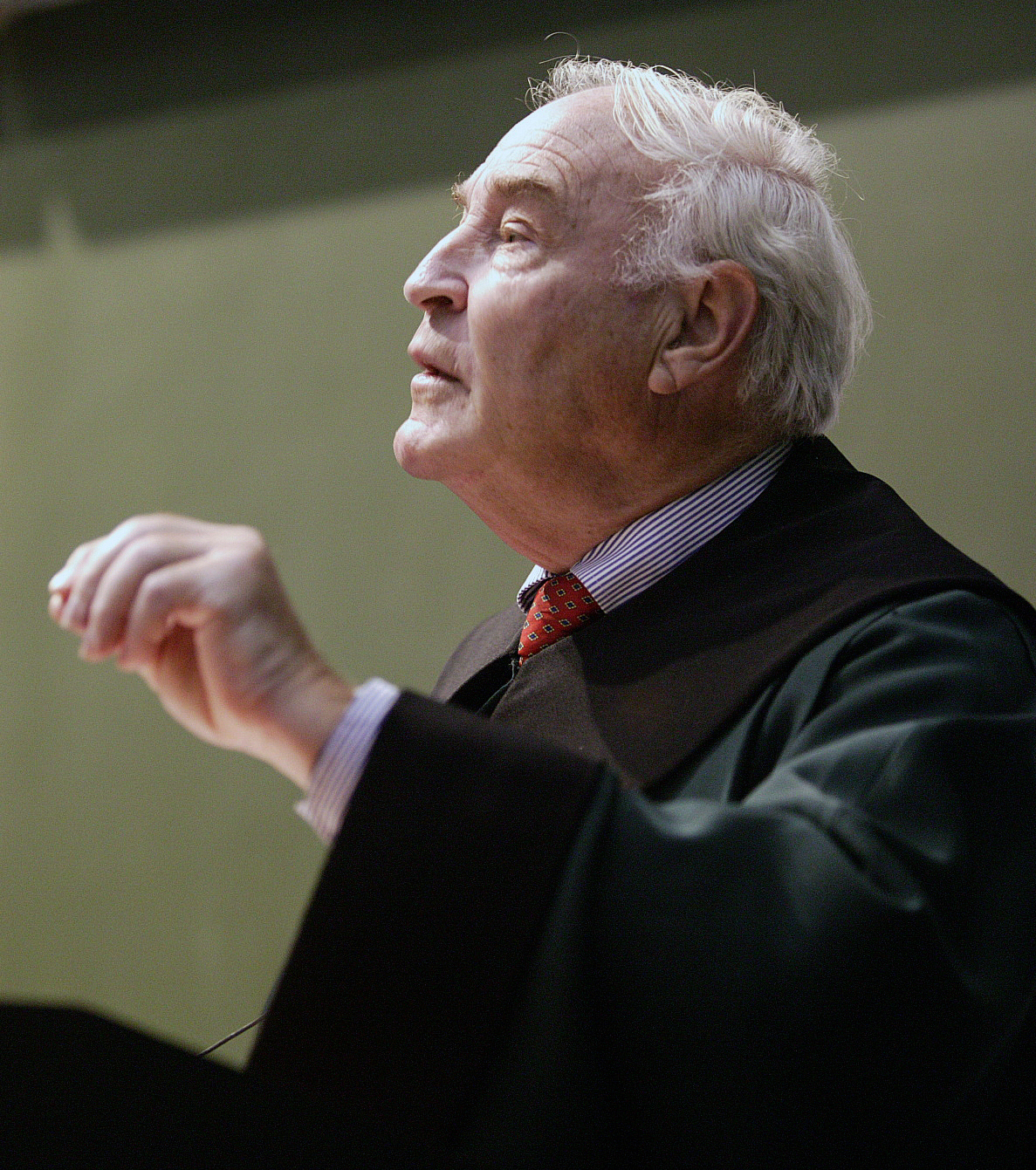
Hans Galjaard,
overleden in 2022

- 899 - Alfred de Grote (50 of 51), koning van Wessex en koning der Angelsaksen
- 1440 - Gilles de Rais (36), Maarschalk van Frankrijk, alchemist, wapenbroeder van Jeanne d'Arc, sadist, seriemoordenaar (doodstraf)
- 1721 - George August Samuel van Nassau-Idstein (56), vorst van Nassau-Idstein
- 1764 - William Hogarth (66), Brits schilder
- 1815 - Cornelis van der Aa (66), Nederlands boekhandelaar en schrijver
- 1854 - Theresia van Saksen-Hildburghausen (62), echtgenote van koning Lodewijk I van Beieren
- 1874 - Peter Cornelius (49), Duits componist en dichter
- 1890 - Carlo Collodi, Italiaans schrijver
- 1893 - Franz Grashof (67), Duits wiskundige
- 1916 - Klaas Kater (83), Nederlands vakbondsleider
- 1955 - Arne Eggen (74), Noors componist/organist
- 1957 - Nikos Kazantzakis (74), Grieks schrijver
- 1959 - Ernst Fast (78), Zweeds atleet
- 1964 - Agnes Miegel (85), Duits dichteres en schrijfster
- 1966 - Alma Cogan (34), Engels zangeres
- 1967 - Thomas Chalmers Vint (73), Amerikaans landschapsarchitect
- 1970 - Marcel Minnaert (77), Belgisch bioloog, astrofysicus, didacticus, flamingant en marxist
- 1972 - Igor Sikorsky (83), Oekraïens-Amerikaans helikopterpionier
- 1982 - Giovanni Benelli (61), Italiaans kardinaal-aartsbisschop van Florence
- 1983 - Alfred Tarski (82), Pools logicus
- 1984 - Laurie Langenbach (37), Nederlands schrijfster en publiciste
- 1988 - Herman Strategier (76), Nederlands componist
- 1989 - Anders Rydberg (86), Zweeds voetballer
- 1999 - Rex Gildo (63), Duits acteur en schlagerzanger
- 2001 - Soraya Esfandiary Bakhtiari (69), koningin van Perzië
- 2006 - Conrad Efraim (61), worstelaar uit Antigua en Barbuda
- 2007 - Arthur Kornberg (89), Amerikaans biochemicus
- 2007 - Bernard L. Kowalski (78), Amerikaans film- en televisieregisseur
- 2011 - Salvador Bernal (66), Filipijns decorontwerper
- 2011 - Janko Messner (89), Sloveens-Oostenrijks dichter en activist
- 2013 - Roger Asselberghs (88), Belgisch jazzsaxofonist en - klarinettist
- 2014 - Senzo Meyiwa (27), Zuid-Afrikaans doelverdediger
- 2017 - Werner Berges (75), Duits popart-graficus en kunstschilder
- 2019 - Rob Ruggenberg (73), Nederlands dagbladjournalist en auteur
- 2020 - Izzat Ibrahim ad-Douri (78), Iraaks militair officier en politicus
- 2020 - Marcel Hendrickx (85), Belgisch politicus
- 2020 - Stan Kesler (92), Amerikaans jazzgitarist, -bassist, -mandolinist, producent en songwriter
- 2021 - Tiemen Groen (75), Nederlands wielrenner
- 2021 - Liebje Hoekendijk (90), Nederlands programmamaakster en schrijfster
- 2021 - Rose Lee Maphis (98), Amerikaans countrymuzikante
- 2021 - Walter Smith (73), Schots voetbaltrainer en voetballer
- 2021 - Roh Tae-woo (88), president van Zuid-Korea
- 2022 - Michael Basman (76), Brits schaker
- 2022 - Hans Galjaard (87), Nederlands medicus en geneticus
- 2023 - Goa Gil (Gilbert Levey) (72), Amerikaans diskjockey
- 2023 - Richard Moll (80), Amerikaans acteur
- 2023 - Miel Otto (84), Nederlands hoogleraar en bedrijfskundige
- 2023 - Hans Tentije (Johann Krämer) (78), Nederlands dichter

## Viering/herdenking
- Oostenrijk - Nationale feestdag
- Rooms-katholieke kalender:
  - Heilige Evarist(us) († c. 107)

Nationale feestdag Oostenrijk

  - Heilige Sigebald van Metz († c. 741)
  - Heiligen Rogatiaan en Felicissimus († 256)
  - Heilige Cedd († 664)
  - Heilige Alfred de Grote († 899)
  - Heilige Eata van Hexham († c. 686)
  - Zalige Bonaventura van Potenza († 1711)
  - Zalige Fulk van Piacenza († 1229)

- - Heilige Alorus (van Quimper) († c. 462)

## Weerextremen

### Nederland
| | Officiële records | Officiële records | Officiële records |      | Landelijke records | Landelijke records | Landelijke records |
| Gebeurtenis | Jaar              | Extreem           | Locatie           | Jaar | Extreem            | Locatie            |                    |
| --- | ----------------- | ----------------- | ----------------- | ---- | ------------------ | ------------------ | ------------------ |
| Laagste etmaalgemiddelde temperatuur (°C) | 1905              | −0,9              | De Bilt           |      | 1905               | −0,9               | De Bilt            |
| Hoogste etmaalgemiddelde temperatuur (°C) | 2006              | 17,6              | De Bilt           |      | 2006               | 19,9               | Maastricht         |
| Laagste minimumtemperatuur (°C) | 1922              | −7,6              | De Bilt           |      | 1922               | −7,6               | De Bilt            |
| Hoogste minimumtemperatuur (°C) | 2013              | 14,4              | De Bilt           |      | 2006               | 16,5               | Maastricht         |
| Laagste maximumtemperatuur (°C) | 1905              | 2,5               | De Bilt           |      | 1905               | 2,5                | De Bilt            |
| Hoogste maximumtemperatuur (°C) | 2006              | 22,1              | De Bilt           |      | 2006               | 23,3               | Arcen              |
| Hoogste uurgemiddelde windsnelheid (m/s) | 1949              | 18,5              | De Bilt           |      | 1949               | 24,7               | De Kooy            |
| Hoogste windstoot (m/s) | 1959              | 21,6              | De Bilt           |      | 2002               | 29,0               | Vlissingen         |
| Langste zonneschijnduur (uur) | 1931, 1947, 2015  | 9,0               | De Bilt           |      | 1947               | 9,3                | Vlissingen         |
| Langste neerslagduur (uur) | 1962              | 13,2              | De Bilt           |      | 1962               | 14,3               | Eelde              |
| Hoogste etmaalsom van de neerslag (mm) | 1962              | 25,2              | De Bilt           |      | 1962               | 28,4               | Vlissingen         |
| Laagste etmaalgemiddelde relatieve vochtigheid (%) | 1979              | 53                | De Bilt           |      | 1979               | 46                 | Eindhoven          |
| Laagste uurwaarde luchtdruk op zeeniveau (hPa) | 1945              | 983,4             | De Bilt           |      | 1945               | 978,0              | De Kooy            |
| Hoogste uurwaarde luchtdruk op zeeniveau (hPa) | 1971              | 1038,2            | De Bilt           |      | 1971               | 1040,0             | Eelde              |
| Officiële records worden altijd gemeten op het KNMI-weerstation in De Bilt. Landelijke records kunnen worden gemeten op elk officieel KNMI-weerstation in Nederland. |                   |                   |                   |      |                    |                    |                    |

Uitzonderlijke gebeurtenissen
- 1903 - Laatste officiële zachte dag van het jaar (maximumtemperatuur ≥ 15 °C in De Bilt)
- 1903 - Laatste landelijke zachte dag van het jaar gemeten in De Bilt (maximumtemperatuur ≥ 15 °C op een officieel weerstation)
- 1905 - Officieel maandrecord laagste etmaalgemiddelde temperatuur in °C van oktober gemeten in De Bilt: −0,9
- 1934 - Laatste officiële zachte dag van het jaar (maximumtemperatuur ≥ 15 °C in De Bilt)
- 1949 - Laatste officiële zachte dag van het jaar (maximumtemperatuur ≥ 15 °C in De Bilt)
- 1957 - Laatste officiële zachte dag van het jaar (maximumtemperatuur ≥ 15 °C in De Bilt)
- 1990 - Laatste landelijke zachte dag van het jaar gemeten in Arcen, Eelde, Heino, Hupsel, Nieuw Beerta en Twenthe (maximumtemperatuur ≥ 15 °C op een officieel weerstation)
- 2006 - Laatste officiële warme dag van het jaar (maximumtemperatuur ≥ 20 °C in De Bilt)
- 2019 - Laatste officiële zachte dag van het jaar (maximumtemperatuur ≥ 15 °C in De Bilt)
- 2019 - Laatste landelijke warme dag van het jaar gemeten in Deelen, Eindhoven, Ell, Gilze-Rijen en Maastricht (maximumtemperatuur ≥ 20 °C op een officieel weerstation)

### België
Dagrecords
- 1922 - Laagste etmaalgemiddelde temperatuur 0,5 °C
- 2006 - Hoogste etmaalgemiddelde temperatuur 18,3 °C
- 1922 - Laagste minimumtemperatuur −5 °C
- 2006 - Hoogste maximumtemperatuur 22,2 °C
- 1933 - Hoogste etmaalsom van de neerslag 33,3 mm

Uitzonderlijke gebeurtenissen
- 1922 - In Rochefort daalt de minimumtemperatuur naar –10,3 °C.
- 1938 - Minimumtemperatuur tot −4,0 °C in Oostende.
- 1949 - Storm met wind tot 110 km/h in Ukkel en tot 125 km/h elders in het land.

<< · 1 · 2 · 3 · 4 · 5 · 6 · 7 · 8 · 9 · 10 · 11 · 12 · 13 · 14 · 15 · 16 · 17 · 18 · 19 · 20 · 21 · 22 · 23 · 24 · 25 · 26 · 27 · 28 · 29 · 30 · 31 · >>